# Mediaguard
Mediaguard è un sistema di codifica per piattaforme televisive che trasmettono tramite la tecnica digitale (satellitare o terrestre).
È stato sviluppato dalla società Nagra France (precedentemente conosciuta come Societé europeénne de Controle d'Access o SECA).

## Storia
Mediaguard è il sistema di codifica utilizzato dalla piattaforma satellitare francese Canal+/Canal Satellite.
In Italia è stato utilizzato dal 1997 al 2003 da TELE+, del gruppo di Canal Plus, prima affiancando e poi sostituendo del tutto il sistema di codifica Irdeto, e infine a sua volta sostituito dal sistema proprietario NDS VideoGuard di Sky.
I decoder utilizzati per ricevere le trasmissioni criptate si chiamavano Goldbox e venivano forniti a noleggio dall'operatore o venduti a circa un milione di lire, circa €540. Successivamente anche altri Goldbox furono messi in vendita. Era l'unico modo ufficiale per ricevere le trasmissioni, anche se furono sviluppate delle CAM dalla Aston che erano in grado di far funzionare il sistema anche su decoder Common Interface, utilizzando ovviamente una card ufficiale.

## La pirateria e contromisure
Dopo alcuni anni dalla sua introduzione, nel 1999 circa, il sistema Mediaguard fu violato. Vi era una certa facilità nel reperire informazioni via Internet su come "aprire" i canali codificati, e il fenomeno si è esteso su larga scala. Basti pensare che in quel periodo sono state installate numerose nuove parabole, soprattutto per vedere eventi sportivi (tra cui le partite di calcio). 
Ovviamente tutto ciò, oltre ad essere illegale, causò un rilevante danno economico agli operatori di allora Tele+ e Stream.
Per combattere la pirateria, gli operatori ricorrevano spesso al cambio di chiavi e a segnali di reset che disattivavano, almeno temporaneamente, le card pirata, e qualche malcapitata scheda originale.

## Il nuovo sistema e l'abbandono della codifica in Italia
Nel 2002, per garantire la visione dei propri programmi ai soli utenti autorizzati, i due operatori effettuano un cambio di smart card, che implementa il nuovo MEDIAGUARD 2, o SECA 2. Questa nuova versione del sistema è ritenuta più sicura, poiché implementa alcuni accorgimenti per bloccare i tentativi di hacking, tra cui il dialogo criptato tra decoder e smart card, oltre a una codifica più "robusta".
Il sistema limita considerevolmente il fenomeno della pirateria, anche se in seguito, grazie ad alcuni bug scoperti nella prima serie di smart card, sarà violato consentendo la riprogrammazione delle stesse. Una successiva versione delle smart card elimina questo problema.
Tra il 2003 e il 2004, dopo la fusione di TELE+ Digitale e Stream TV in Sky Italia, vi è la comunicazione ufficiale da parte di Sky dell'abbandono della codifica Mediaguard 2, per passare ad un unico sistema di codifica NDS.
Ufficialmente il cambio di tecnologia avviene per combattere la pirateria, anche se vi sono state numerose polemiche da parte delle associazioni dei consumatori e degli utenti, che hanno dovuto cambiare i vecchi Goldbox in luogo dei nuovi Sky Box, con numerazione bloccata e poche possibilità di personalizzazione. Inoltre l'adozione del solo sistema NDS ha consentito a Sky di non pagare le royalties relative al sistema Mediaguard. Nonostante ciò, anche l'NDS si presta a essere violato.
Tuttavia, il sistema Mediaguard 2 è tuttora in uso da parte di molti broadcaster, tra cui i francesi Canal Sattelite e AB Sat e tutte le piattaforme europee controllate dal gruppo Canal Plus.